# Lars Simonsen
Lars Simonsen (født 19. september 1963 i Odense) er en dansk skuespiller.

## Karriere
Han er uddannet fra Aarhus Teater i 1990. Han har siden årtusindskiftet været en fast del af skuespillerensemblet på Odense Teater. Udover roller på Aarhus og Odense Teater, har han også optrådt på bl.a. Rialto Teatret, Gladsaxe Teater, Husets Teater og Betty Nansen Teatret.
Blandt de forestillinger han har medvirket i kan nævnes Peer Gynt, Breaking The Waves, Erasmus Montanus, Snart kommer tiden, Den gerrige, Hagbard og Signe, Maskerade, Pinocchios aske, Helligtrekongers aften og Primadonnaer på prøve.
Lars Simonsen har modtaget Robertprisen for bedste mandlige hovedrolle i 1985 og 1998 for henh. filmene Tro, håb og kærlighed og Barbara.
Fra tv huskes han fra bl.a. serierne Broen, Lærkevej, Livvagterne og  Landsbyen. Han havde også en mindre rolle i Rejseholdet i et afsnit fra 2002.
Privat er han gift med skuespillerinden Sanne Saerens Taasti.

## Udvalgt filmografi
- Tro, håb og kærlighed – 1984
- Den kroniske uskyld – 1985
- Når engle elsker – 1985
- Pelle Erobreren – 1987
- De nøgne træer – 1991
- Tøsepiger – 1996
- Bella min Bella – 1996
- Barbara – 1997
- Manden som ikke ville dø – 1999
- Klinkevals – 1999
- Rejseholdet - (2002)
- Landsbyen
- Livvagterne
- Lærkevej – 2009
- Broen – 2011 og 2013
- Når lyset bryder ind – novellefilm – 2012
- 1864 – 2014
- The Rain – 2018